# وزارة كمال حسن علي
وزارة كمال حسن علي هي الوزارة السابعة بعد المائة في تاريخ مصر وتشكلت في 16 يوليو 1984.:123:124

## أعضاء الحكومة
| الوزارة                                                          | الوزير                    |
| ---------------------------------------------------------------- | ------------------------- |
| رئيس مجلس الوزراء                                                | كمال حسن علي              |
| نائب رئيس مجلس الوزراء ووزير الدولة للتعليم العالي والبحث العلمي | مصطفي كمال حلمي           |
| نائب رئيس مجلس الوزراء ووزير الدفاع والإنتاج الحربي              | محمد عبد الحليم أبو غزالة |
| الداخلية                                                         | أحمد رشدي                 |
| الخارجية                                                         | أحمد عصمت عبد المجيد      |
| المالية                                                          | محمود صلاح الدين حامد     |
| التأمينات والشئون الاجتماعية                                     | آمال عثمان                |
| التعمير والمجتمعات الجديدة واستصلاح الأراضي                      | حسب الله الكفراوي         |
| العدل                                                            | أحمد ممدوح عطية           |
| النقل والمواصلات والنقل البحري                                   | سليمان متولي سليمان       |
| الكهرباء والطاقة                                                 | محمد ماهر أباظة           |
| التخطيط                                                          | كمال الجنزوري             |
| الحكم المحلي                                                     | حسن سليمان أبو باشا       |
| السياحة والطيران المدني                                          | وجيه شندي                 |
| الاقتصاد والتجارة الخارجية                                       | مصطفى كمال السعيد         |
| التموين والتجارة الداخلية                                        | محمد ناجي شتلة            |
| الري                                                             | عصام راضي عبد الحميد      |
| الصناعة                                                          | محمد محمود عبد الوهاب     |
| البترول والثروة المعدنية                                         | عبد الهادي قنديل          |
| شئون مجلس الوزراء والدولة للتنمية الإدارية                       | عاطف عبيد                 |
| التربية والتعليم                                                 | عبد السلام عبد الغفار     |
| الإسكان والمرافق                                                 | محسن عبد الفتاح صدقي      |
| الأوقاف                                                          | محمد الأحمدي أبو النور    |
| الدولة للإنتاج الحربي                                            | جمال السيد إبراهيم        |
| الدولة لشئون الهجرة والمصريين في الخارج                          | أبرت برسوم سلامة          |
| الدولة للشئون الخارجية                                           | بطرس بطرس غالي            |
| الدولة للقوى العاملة والتدريب                                    | سعد محمد أحمد             |
| الدولة للثقافة                                                   | محمد عبد الحميد رضوان     |
| الدولة للإعلام                                                   | محمد صفوت الشريف          |
| الدولة للزراعة والأمن الغذائي                                    | يوسف والي                 |
| الدولة للصحة                                                     | محمد صبري زكي             |
| الدولة لشئون مجلسي الشعب والشورى                                 | توفيق عبده إسماعيل        |

## تعديلات
- أعقب التشكيل الوزاري قرار بأن يكون كمال حسن علي (رئيس الوزراء) هو الوزير المختص بشئون الأزهر.
- في 31 مارس 1985:
  - قبلت استقالة مصطفى كمال السعيد وزير الاقتصاد.
  - عين سلطان أبو علي وزيراً للاقتصاد.